# Comarca de Tierra de Celanova
La Comarca de Tierra de Celanova (Comarca da Terra da Celanova oficialmente y en gallego) en la provincia de Orense linda con las comarcas orensanas de: Orense y del Ribeiro, al norte; con la de Allariz - Maceda y la de La Limia,al este; con la de La Baja Limia,al sur y con las del Ribeiro, al oeste; con la provincia de Pontevedra, comarca de Paradanta, al oeste; y con Portugal, al sur y al oeste.

## Municipios

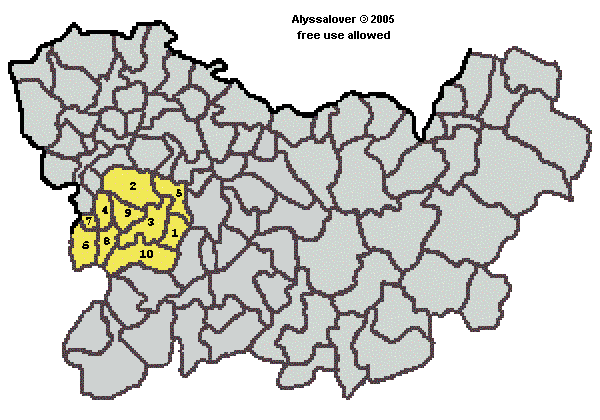
Municipios de la comarca Terra de Celanova

Pertenecen a la comarca de Tierra de Celanova los siguientes municipios: La Bola, Cartelle, Celanova, Gomesende, La Merca, Padrenda, Puentedeva, Quintela de Leirado, Ramiranes y Verea.